# Ricarlo Flanagan
Ricarlo Erik Flanagan (Cleveland, 23 de marzo de 1980 - Los Ángeles, 12 de octubre de 2021) fue un actor, comediante y rapero estadounidense.

## Biografía
Nació en Cleveland, Ohio, Fue semifinalista en la novena temporada de Last Comic Standing. También ha actuado en varios programas de televisión, incluida la serie Shameless.
Falleció por complicaciones relacionadas con el COVID-19 en Los Ángeles, durante la pandemia de COVID-19 en California. Tenía 41 años.